# Schreiberbach
Der Schreiberbach, auch Nussbach genannt, ist ein 4,192 m langer Bach im 19. Wiener Gemeindebezirk Döbling. Der Schreiberbach entspringt dabei im Bezirksteil Grinzing zwischen Vogelsangberg und Kahlenberg. Im Oberlauf fließt der Bach durch die Wildgrube und verläuft danach entlang der Grenze zwischen Grinzing und Heiligenstadt (Muckental). Nach dem Heiligenstädter Friedhof durchfließt der Schreiberbach schließlich den Bezirksteil Heiligenstadt und erreicht wenig später Nussdorf, wo der Bach in einen rund 400 Meter langen Bachkanal mündet. Dieser leitet das Wasser des Schreiberbaches in den rechten Sammelkanal des Donaukanals ein.

## Geographie
Der Schreiberbach entspringt etwas südlich der Landesgrenze zu Niederösterreich zwischen dem Kahlenberg und dem Vogelsangberg. Hier treten in einem Waldstück mehrere kleine Quellen zu Tage, die das Quellgebiet des Schreiberbaches bilden. Oberhalb bzw. nördlich dieses Quellbereichs befindet sich die Sulzwiese mit dem Katholischen Bildungshaus der Schönstatt-Bewegung. Etwa 150 Meter unterhalb der Quelle wird der Schreiberbach unterhalb der Wiener Höhenstraße durchgeführt und verläuft in der Folge in ostsüdöstlicher Richtung durch die sogenannte Wildgrube. Hier beginnt auch eine Forststraße, die den Schreiberbach in der Folge auf der linken Seite begleitet. Im Oberlauf verläuft der Bach zunächst in einem tief eingeschnittenen, bewaldeten Tal. Nach insgesamt etwa 600 Metern nimmt der Schreiberbach einen weiteren Quellbach auf, der nördlich der Schwabenwiese und südlich des Schreiberbach-Ursprungs entspringt. Hier verflacht der Bachlauf erstmals und nimmt in der Folge je einen weiteren, kleineren Quellbach von der linken und rechten Uferseite auf. Daran schließt sich eine weitere Verflachung der Bachsohle an, in deren Folge sich das Tal immer mehr aufweitet und die zuvor steilen Bachflanken wesentlich flacher verlaufen. Der Bach erreicht schließlich die Wildgrubgasse, die den Bach nun in südsüdöstlicher Richtung durch das mit Weinrieden bepflanzte Muckental begleitet. Danach kommt der Bach in dicht besiedeltes Gebiet und passiert den Heiligenstädter Friedhof. Ab der Kreuzung Wildgrubgasse/Kahlenberger Straße wird der Schreiberbach kurzfristig unterirdisch geführt und fließt im Anschluss entlang des Beethovengangs und der Zahnradbahnstraße. An der Ecke Zahnradbahnstraße/Eduard-Reyer-Gasse mündet der Schreiberbach schließlich in einen 443 Meter langen Bachkanal, der das Wasser des Schreiberbaches in den 1894–1904 angelegten rechten Sammelkanal des Donaukanals leitet.

## Geschichte

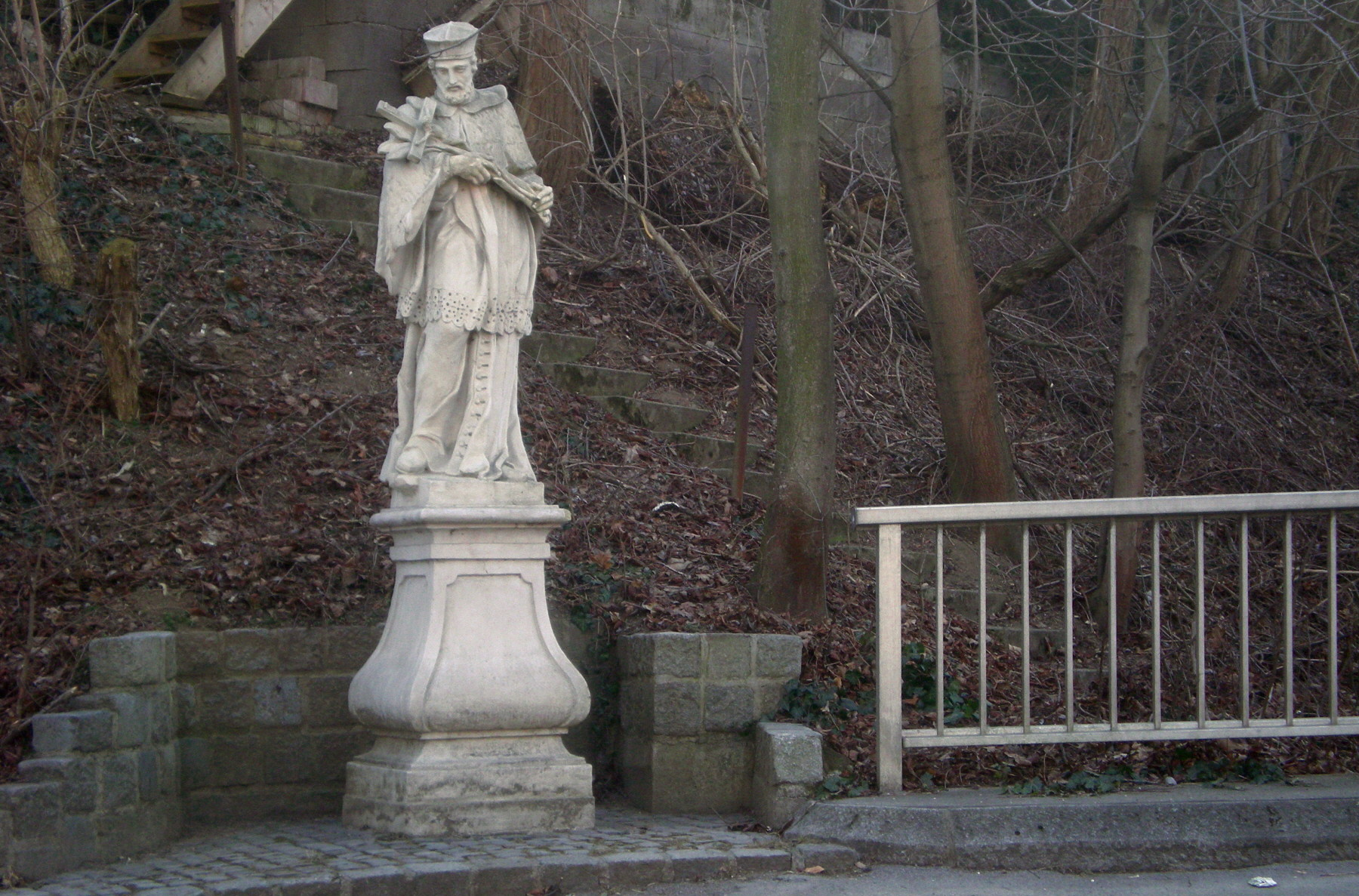
Nepomuk-Statue an der Brücke der Kahlenberger Straße

Der Schreiberbach bildete für den Ort Nussdorf eine ständige Bedrohung durch das oftmals rapid anschwellende Hochwasser. Im Mai 1851 waren die Überflutungen so groß, dass der Verkehr in Nussdorf nur noch mit Schiffen möglich war. Deshalb wurde im Jahr 1877 die Einwölbung des Baches vom Donaukanal aufwärts bis zum Zahnradbahnhof geplant, die 1884 beschlossen und 1885 ausgeführt wurde. Trotz dieser Maßnahme kam es 1886 erneut zu einer Überschwemmung Nussdorfs durch den Schreiberbach. Am Nussdorfer Platz (ehemals Hirschenplatz) stand in früherer Zeit eine Statue des hl. Nepomuk, die sich heute an der Brücke an der Eroicagasse befindet. 
Bei der Einwölbung handelt es sich um eine Ableitung, für die ein möglichst kurzer Verlauf, unterhalb des Nussdorfer Platzes, gewählt wurde. Der ursprüngliche Bachverlauf führte hingegen vermutlich bereits mindestens ab dem 15. Jahrhundert nicht über den Nussdorfer Platz zur Donau, sondern ungefähr im Bereich der heutigen Straßenzüge Zahnradbahnstraße, Greinergasse, Sickenberggasse, Bachofengasse, Eisenbahnstraße zur Grinzinger Straße in den Nesselbach.

## Umwelt

### Verbauungsmaßnahmen und Uferzustand

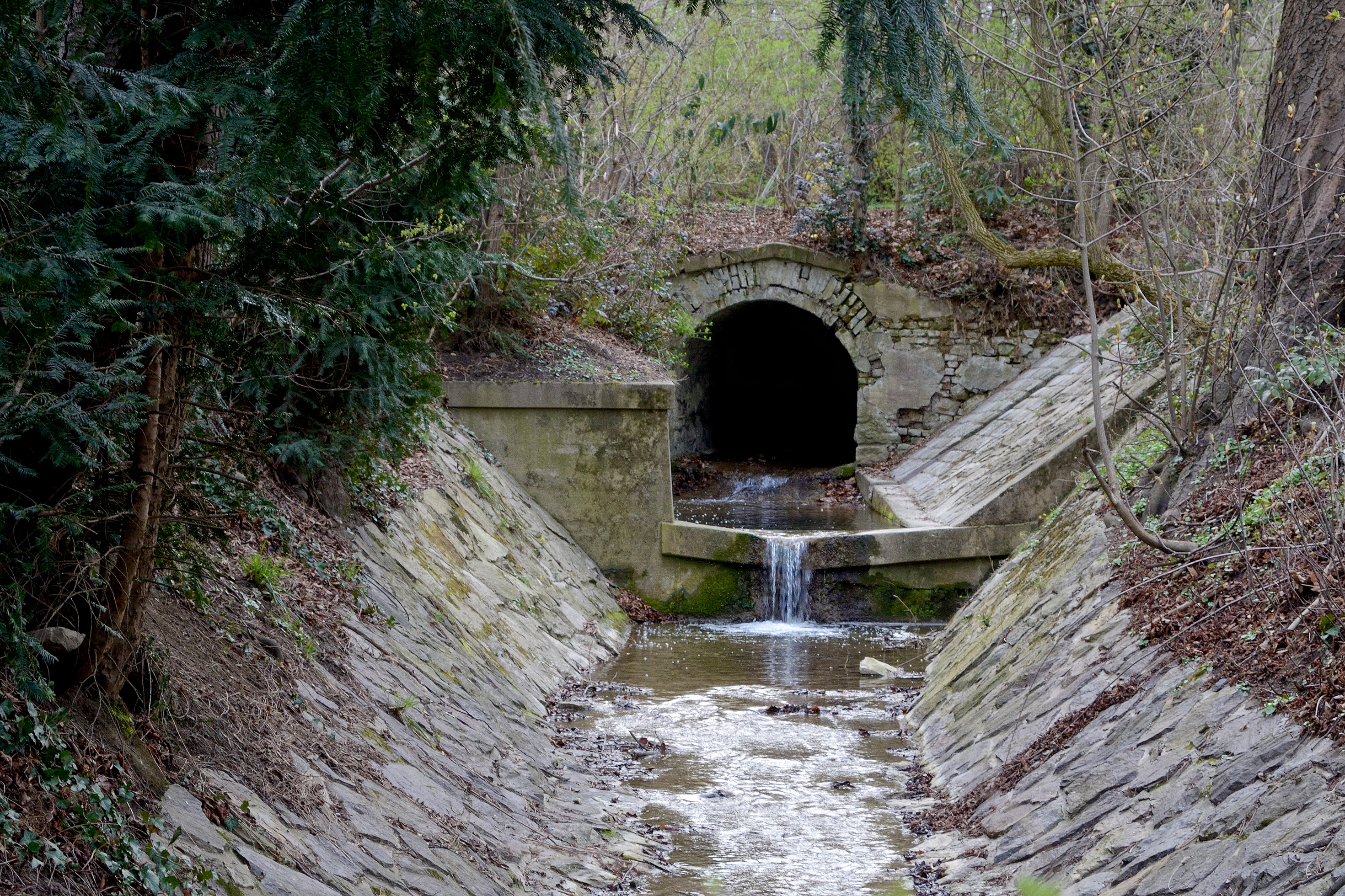
Unterirdisches Stück bei der Beethovenruhe

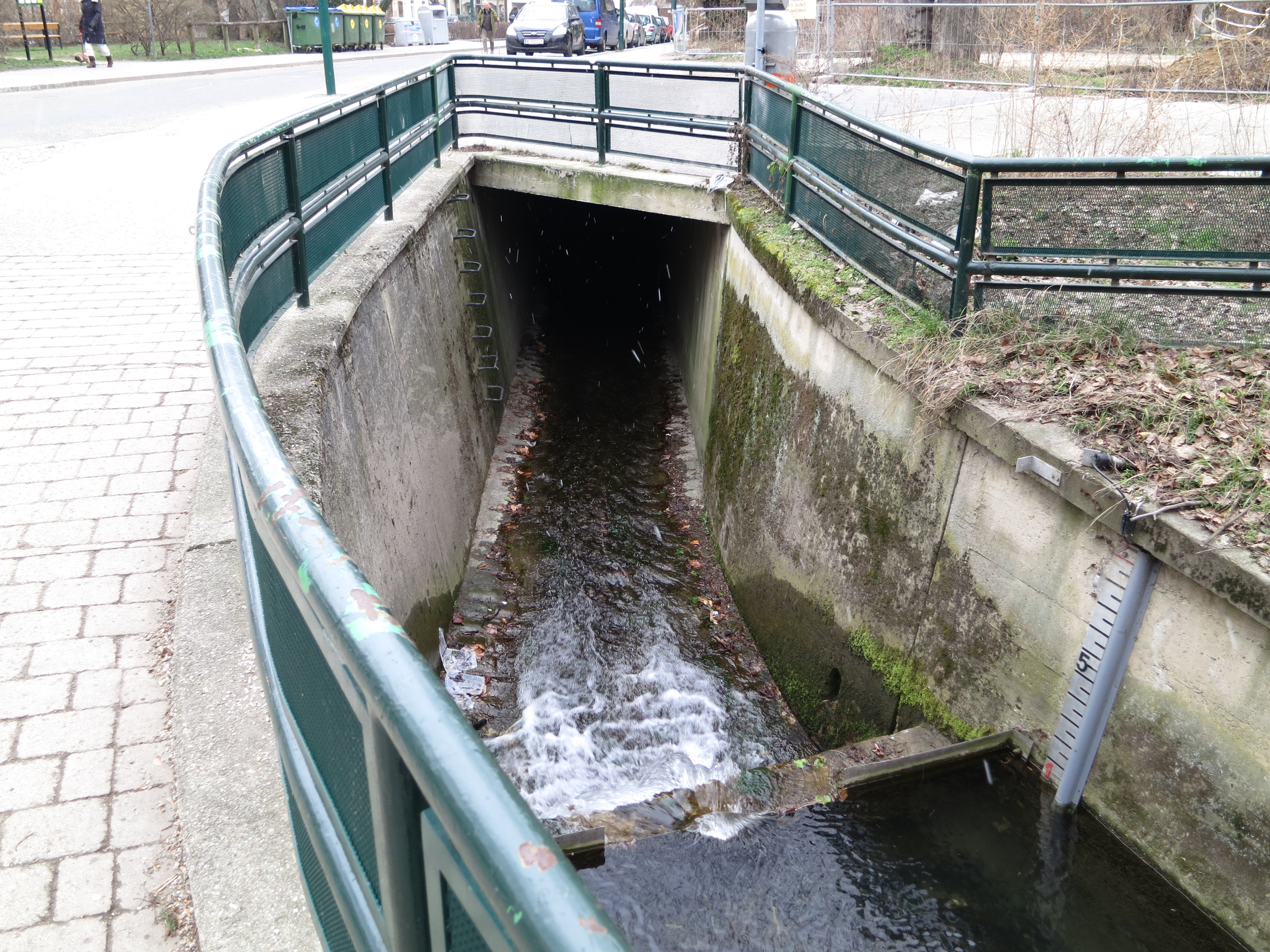
Einmündung in die Kanalisation oberhalb des ehemaligen Zahnradbahnhofs

Bereits kurz unterhalb des Quellgebietes ist der Schreiberbach erstmals verbaut. Unterhalb der Höhenstraße wird der Bach durch ein hohes, betoniertes U-Profil geleitet, neben dem parallel dazu der den Bach begleitende Forstweg geführt wird. Danach verläuft der Bach in einem tief eingeschnittenen Tal, wobei das Ufer durch den höher gelegenen Forstweg nicht berührt wird. Während der Uferverlauf nach der Einmündung weiterer Quellbäche immer mehr verflacht, verläuft der Bach zunächst in seinem ursprünglichen Bachbett und bildet in den Verebnungsbereichen kleine Mäanderstrecken. Erste Verbauungsmaßnahmen finden sich erstmals wieder kurz vor der Abzweigung des Weges zum Kahlenberg am Ende der Wildgrubgasse. Hier wird die Geschwindigkeit des Baches durch künstliche Wehrmauern und Abtreppungen reduziert. Im weiteren Verlauf wechseln sich immer wieder freie Fließstrecken mit Wehrmauern und befestigten Abtreppungen ab. Zudem ist das linke Bachufer auf Grund der nahen Straße oftmals hart verbaut. Erst die Verebnung des Muckentals bietet dem Schreiberbach wieder zunehmenden Platz, wodurch sich die Verbauungsmaßnahmen reduzieren. Ab dem Heiligenstädter Friedhof sind Sohle und der untere Uferabschnitt des Schreiberbaches hart verbaut, wodurch eine hohe Fließgeschwindigkeit in diesem Bereich entsteht. Danach verläuft der Schreiberbach kurz unterirdisch, um in der Folge durch ein hart verbautes Profil zu fließen. Die linke Uferseite ist durch die Straßennähe dabei wesentlich höher verbaut. Ab der Eroicagasse verläuft der Schreiberbach schließlich bis zur Mündung in den Bachkanal in einem betonierten U-Profil.

### Fauna und Flora
Der Schreiberbach wird im Oberlauf vor allem von Laubwald begleitet. Nur in einem kleinen Bereich findet man die für den Wienerwald typischen Schirmföhren. Im Mittellauf werden die Hänge des Schreiberbachs hingegen für den Weinbau genutzt.